# Sparganothoides canorisana
Sparganothoides canorisana es una especie de lepidóptero del género Sparganothoides, tribu Sparganothini, familia Tortricidae. Fue descrita científicamente por Kruse & Powell en 2009.
La longitud de las alas anteriores es de 8,8 a 9,8 milímetros para los machos y de unos 10,2 milímetros para las hembras. Se distribuye por México, en Coatepec (Veracruz).